# Frank Wood
Frank Wood (6 mei 1960) is een Amerikaans acteur.

## Biografie
Wood heeft gestudeerd aan de Wesleyan universiteit in Middletown (Connecticut) waar hij in 1984 afstudeerde. Hierna haalde hij zijn master of fine arts aan de New York-universiteit in New York.

## Filmografie

### Films
Uitgezonderd korte films.
- 2022 She Said - als Matt Purdy
- 2020 Lapsis - als John
- 2019 Joker - als dr. Stoner
- 2018 Isle of Dogs - als Simul-Translate machine (stem)
- 2017 Detroit - als rechter Demascio
- 2016 Gold - als Scottie Nevins
- 2016 Custody - als oom Frank
- 2016 The Phenom - als Richard Boyer
- 2014 St. Vincent - alsadvocaat van Maggie
- 2012 Greetings from Tim Buckley – als Gary Lucas
- 2009 The Taking of Pelham 123 – als politiecommandant Sterman
- 2009 The Missing Person – als Harold Fullmer
- 2008 Synecdoche, New York – als dokter
- 2008 Changeling – als Ben Harris
- 2008 Lucky Days – als dr. Ginger
- 2007 Dan in Real Life – als Howard
- 2007 Michael Clayton – als Gerald
- 2007 Flakes – als Bruce
- 2006 The Favor – als Lawrence
- 2004 Keane – als aangevallen reiziger
- 2004 King of the Corner – als Anthony Berenson
- 2004 Winter Solstice – als Bill Brennan
- 2004 The Undeserved – als Alex Montgomery
- 2002 People I Know – als Michael Wormly
- 2002 In America – als kinderarts
- 2001 The Royal Tenenbaums – als hotelmanager
- 2000 Thirteen Days – als McGeorge Bundy
- 2000 Pollock – als Frank Pollock
- 2000 Small Time Crooks – als Oliver
- 2000 Down to You – als dokter

### Televisieseries
Uitgezonderd eenmalige gastrollen.
- 2023 The Crowded Room - als Dean Martin Hughs - 2 afl.
- 2022-2023 Law & Order: Organized Crime - als dr. Abel Truman - 2 afl.
- 2022-2023 Tulsa King - als dr. Evan Schanderson - 2 afl.
- 2018-2022 The Accidental Wolf - als ?? - 6 afl.
- 2020-2022 Law & Order: Special Victims Unit - als dr. Truman - 7 afl.
- 2018 Mozart in the Jungle - als Keith Rutledge - 2 afl.
- 2016-2017 The Get Down - als Ed Koch - 6 afl.
- 2016 The Night Of - als medisch onderzoeker - 4 afl.
- 2014-2015 The Knick - als mr. Havershorn - 10 afl.
- 2013 The Newsroom - als Shep Pressman - 2 afl.
- 2007-2009 Flight of the Conchords – als Greg – 17 afl.

## Theaterwerk opBroadway
- 2019 The Great Society - als senator Everett Dirksen
- 2018-2019 Network - als Nelson Chaney
- 2018 The Iceman Cometh - als Cecil Lewis
- 2016 Hughie - als een nachtklerk
- 2012 Clybourne Park – als Russ / Dan
- 2011 Born Yesterday – als Ed Devery
- 2007-2009 August: Osage County – als Bill Fordham (understudy)
- 2002-2003 Hollywood Arms – als Jody
- 1998-1999 Side Man – als Gene

- Library of Congress Control Number: no2018109807
- Virtual International Authority File: 45153530957948702394
- WorldCat: E39PBJmDqXGJ7jGXYqmvktcgKd